# Roger De Looze
Roger Léon Arthur Jules de Looze (Bergen, 3 september 1922 - Gaurain-Ramecroix, 10 mei 1961) was een Belgisch liberaal politicus.

## Levensloop
De Looze promoveerde tot doctor in de rechten en werd beroepshalve advocaat. Van 1956 tot 1958 was hij kabinetschef van minister van middenstand Léon Mundeleer.
Voor de Liberale Partij werd hij verkozen tot gemeenteraadslid van Bergen, waar hij van 1953 tot aan zijn dood in 1961 schepen was. Van 1958 tot enkele weken voor zijn dood in 1961 zetelde hij tevens voor het arrondissement Bergen in de Kamer van volksvertegenwoordigers. Bovendien was hij van 1960 tot 1961 minister-onderstaatssecretaris van Energie.
In 1961 overleed hij aan de gevolgen van een verkeersongeval.

## Bron
- VAN MOLLE, P., Het Belgisch Parlement 1894-1972, Antwerpen, 1972.